# Phil Smyth
Philip John Smyth, detto Phil (Adelaide, 11 maggio 1958), è un ex cestista e allenatore di pallacanestro australiano.
È il marito di Jenny Cheesman.

## Carriera
Con l'Australia ha disputato quattro edizioni dei Giochi olimpici (1980, 1984, 1988, 1992) e cinque dei Campionati del mondo (1978, 1982, 1986, 1990, 1994).